# Sebacinales
Las Sebacinales son un orden de hongos basidiomicetos perteneciente a la clase Agaricomycetes. Los taxones tienen una distribución amplia y son mayoritariamente terrestres, muchos formando micorrizas con una gran variedad de plantas, incluyendo orquídeas. El orden es monotípico, conteniendo una única familia, Sebacinaceae. Hay 8 géneros y la familia cuenta con 29 especies.